# Porsche 911 GT3
El Porsche 911 GT3 es un automóvil deportivo cupé de dos puertas, con motor plano de seis cilindros en disposición trasera montado longitudinalmente y de tracción trasera, producido por el fabricante alemán Porsche AG desde 1999. Se trata de una versión más radical del 911 estándar con motor naturalmente aspirado.

## Presentación
El primero fue presentado en marzo de 1999 en el Salón del Automóvil de Ginebra, iniciando con la generación 996 como una variante de los modelos 911 Carrera, que enfatizó por su gran aspecto y mecánica deportiva propia de un automóvil de carreras del campeonato GT3, pero sin dejar de lado la capacidad para ser conducido a diario.
Cabe destacar que el GT3 no es la versión más potente de la gama 911, ya que otros ejemplares como el 911 Turbo y el 911 GT2 entregan más potencia, siendo este último el 911 más rápido homologado para la calle con un motor biturbo y chasis de competición.
Fue desarrollado por el piloto bicampeón del mundo de rallyes Walter Röhrl, el ingeniero de competición Ronald Kussmaul y los especialistas de Porsche Motorsport en Weissach, con lo que se ha ido haciendo con cada nueva generación todavía más rápido, preciso y dinámico.

## Nomenclatura
Las siglas RS son la abreviatura de "Rennsport" que significan "Deportivo de Carreras" en alemán, ya habían sido usadas en modelos míticos como el Carrera 2.7 RS de 1972 o el 911 964 RS de 1991, modelos a medio camino entre el uso en vía pública y el circuito, mientras que el GT3 RS hereda esa tradición deportiva a la perfección.

## Generaciones

### 996

#### 996.1 GT3

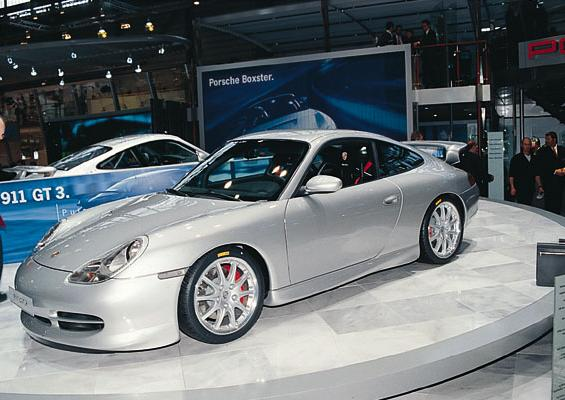
Modelo plateado en el Salón del Automóvil de Ginebra de 1999.

Tras comenzar el nuevo siglo e incorporar una avanzada tecnología de competición, continuó la tradición iniciada en los años setenta con el mítico Porsche 911 Carrera RS 2.7. Era la primera vez que el modelo no llevaba la denominación RS de Race Sport, sino el nombre GT3 en referencia a la categoría GT en la que iban a participar las versiones de competición del modelo.
Estaba equipado con el clásico bóxer de seis cilindros opuestos refrigerado por agua de 3,6 litros (220 plg³), también conocido como "Mezger", que generaba 360 CV (355 HP; 265 kW) y un par máximo de 370 N·m (273 lb·pie). Además de su bóxer, el rendimiento también fue posible gracias a una precisa puesta a punto de todo el vehículo, ya que la altura al suelo del chasis se redujo aproximadamente en 30 mm, los frenos se mejoraron, la transmisión manual de seis velocidades provenía del 911 GT2, la construcción ligera se antepuso al confort y las relaciones de cambio, la geometría del eje, los muelles y las barras estabilizadoras se podían adaptar según el tipo de circuito. Tras el gran éxito del primer 911 GT3, Porsche ha presentado una nueva evolución de este deportivo de carretera con genes de competición cada tres o cuatro años.
Antes de su debut en Ginebra, Walter Röhrl completó los 20,8 km (12,9 millas) en el circuito de Nürburgring Nordschleife en menos de ocho minutos, toda una referencia para los deportivos de carretera.
En su lanzamiento tenía el bóxer naturalmente aspirado más potente del 911 ofrecido al público y el uso de partes inspiradas en la competición, tampoco estaba limitada al motor. Su desempeño era de 0 a 60 mph (0 a 97 km/h) en 4.7 segundos, con una velocidad máxima de 187 mph (301 km/h). Las versiones de calle estaban disponibles en dos acabados: Comfort y Clubsport, este último más enfocado a las pistas, el cual contaba con jaula antivuelco, extintor, asientos tipo baquet y un volante de inercia monomasa.

#### 996.2 GT3

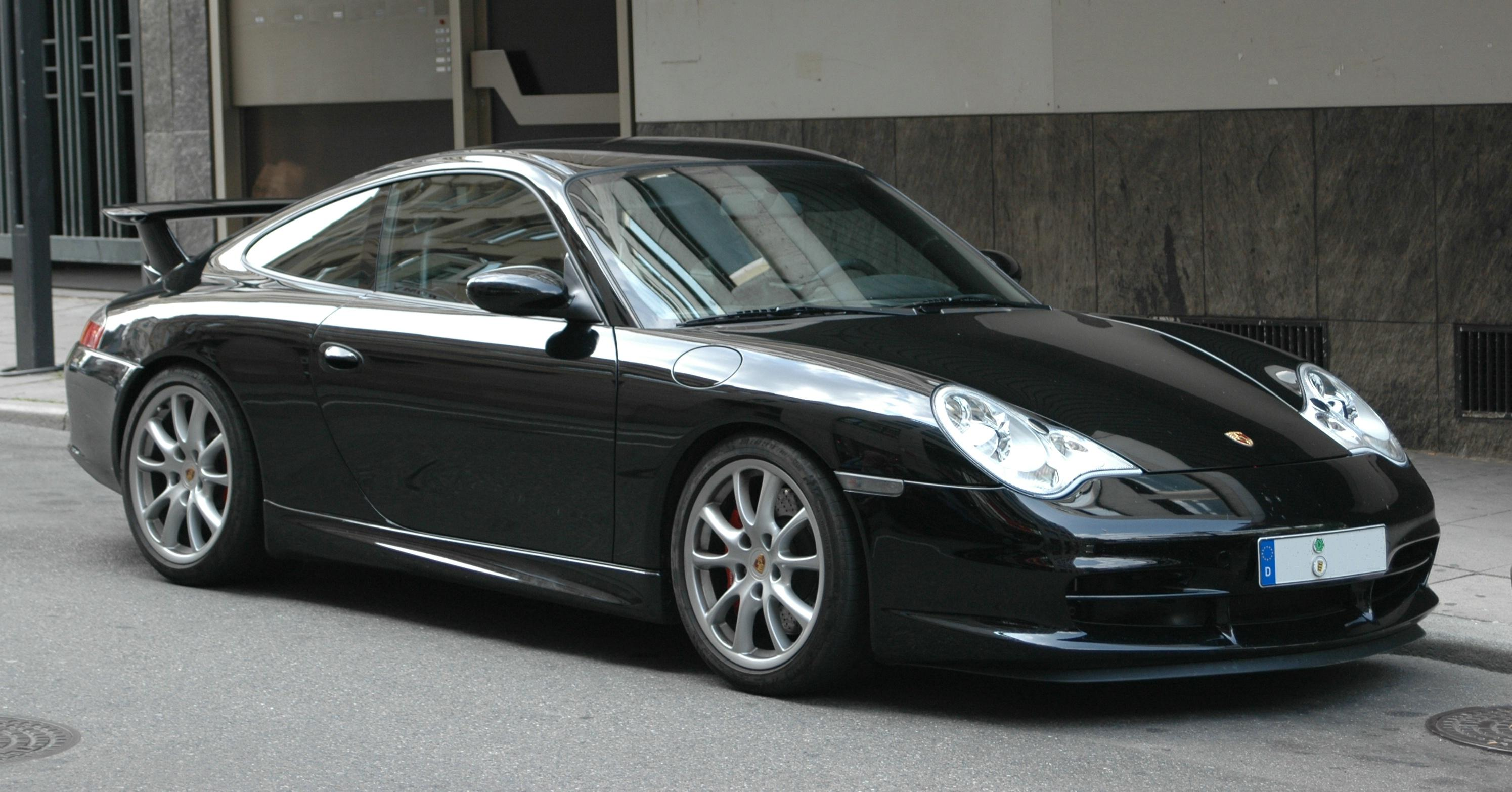
Modelo 2003 en negro.

A fines de 2003 se introdujeron actualizaciones significativas, como su potencia máxima que aumentó a 381 CV (376 HP; 280 kW) gracias al uso de la tecnología VarioCam, un revolucionario sistema que controla de forma continua la distribución de válvulas variable del árbol de levas, con lo que le impulsan hasta los 306 km/h (190 mph), con una aceleración 0 a 100 km/h (0 a 62 mph) de 4.4 segundos y un peso de hasta 1360 kg (2998 libras).
Tenía instalado el sistema de frenos con compuesto carbono-cerámico Porsche Ceramic Composite Brake (PCCB). Estaba basado en la reestilización de ese año del 996 Carrera, pero con nuevos spoilers, con una suspensión más baja y mejorada. El interior era el mismo que la versión estándar, aunque opcionalmente también estaba disponible la Clubsport.
Además del aumento de potencia en 21 CV (15,4 kW), los ingenieros apuntaron hacia unos mejores frenos y un paquete aerodinámico más eficiente que reducía la elevación a altas velocidades, mientras que la carrocería fue derivada de una más rígida encontrada en el Carrera 4. Otros cambios incluían unos grupos ópticos del mismo estilo que en el 911 Turbo.
Al igual que su predecesor, estaba dirigido principalmente para carreras de pilotos amateur como un coche de pista de fin de semana, razón por la que se ofrecía de fábrica la opción Clubsport sin ningún costo adicional, que incluía jaula antivuelco, cinturón de seguridad de seis puntos de ajuste apretado y asientos tipo baquet. Las modificaciones aerodinámicas incluían un nuevo frente, nuevas cubiertas del umbral, alerón trasero biplano y la parte inferior de la carrocería empotrada, mientras que el coeficiente de arrastre permaneció sin cambios en 0.30, la elevación del eje había sido reducida y la carga aerodinámica aumentada. También fueron instaladas rines más anchos de 18 pulgadas (45,7 cm) en neumáticos homologados Michelin Pilot Sport o Pirelli P Zero Rosso, de medidas 235/40 en el eje delantero y 295/30 en el trasero, con un peso total de 1377 kg (3036 libras).

#### 996.2 GT3 RS

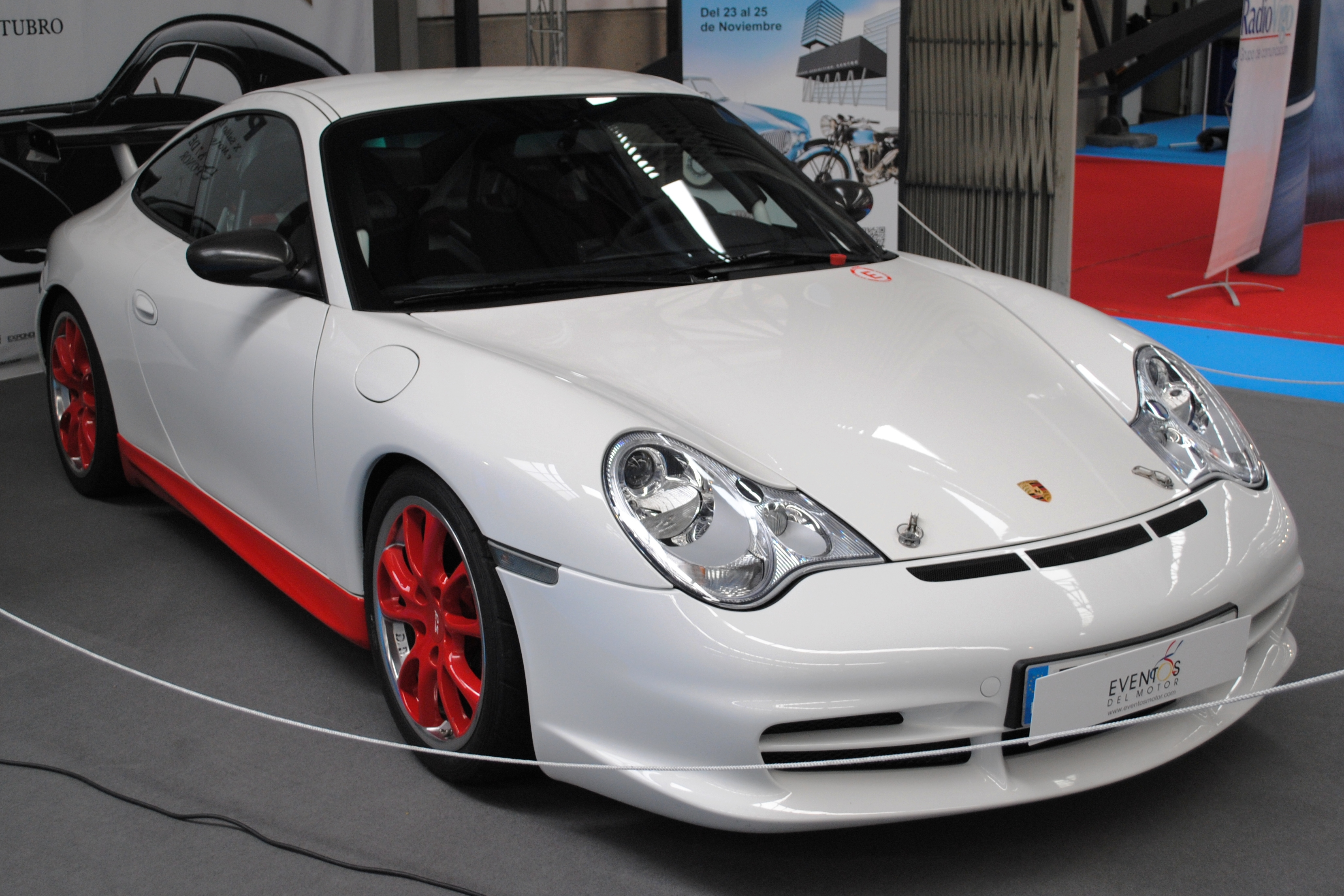
En Motor ocasión de Vigo en 2012.

El 996.2 GT3 RS también fue introducido en 2003, que se ofrecía en color blanco con franjas de competición en rojo o azul, un peso reducido, suspensión más rígida, elementos en fibra de carbono y un paquete aerodinámico revisado y mejorado. Marcó el final de la generación 996 antes de que fuera reemplazado por la serie 997 en 2005.
Su bóxer era similar al de la versión de carreras del 962. Su alerón trasero fijo creció en proporciones, aparecieron ventilaciones adicionales en la parte superior de la defensa delantera y unas franjas de competición con la leyenda "GT3" que adornaban los flancos, los cuales igualaban el color de los rines Pirelli P Zero Corsa de medidas 235/40 ZR18 x 8,5 pulgadas (45,7 x 21,6 cm) en el eje delantero y 295/30 ZR18 x 11,5 pulgadas (45,7 x 29,2 cm) en el trasero. La suspensión también fue optimizada por sobre el GT3 regular, además de una jaula antivuelco más extensiva que la versión Clubsport, con lo que el peso se redujo en 50 kg (110 libras) para un total de 1330 kg (2932 libras).
La reducción de peso era ventajosa para el desempeño, aunque tenía la misma potencia que el 996.2 GT3 y un par máximo incrementado a 385 N·m (284 lb·pie), lo que le permitía una aceleración de 0 a 60 mph (0 a 97 km/h) en 4.2 segundos, de 0 a 200 km/h (0 a 124 mph) en 14 segundos, una velocidad máxima de 190 mph (306 km/h) y el 1/4 de milla (402 m) en 12.37 segundos.
Contaba con asientos de carrera Recaro con retardante de llama y volante cubierto en alcantara, una bomba antiincendios de gran tamaño situado por delante del asiento del pasajero y un cinturón de seguridad de seis puntos para el piloto. El arnés y los cinturones regulares eran del mismo color que la opción de las franjas de competición y los rines de aleación.
| Distribución                        | Doble (DOHC) árbol de levas a la cabeza y 4 válvulas por cilindro (24 en total) |
| Diámetro x carrera                  | 100 x 76,4 mm (3,94 x 3,01 pulgadas)                                            |
| Relación de compresión              | 11.7:1                                                                          |
| Potencia máxima                     | 381 CV (376 HP; 280 kW) @ 7400 rpm                                              |
| Par máximo                          | 385 N·m (284 lb·pie) @ 5000 rpm                                                 |
| Capacidad del tanque de combustible | 89 litros (23,5 galAm)                                                          |
| Aceleración 0-100 km/h (0-62 mph)   | 4.38 segundos (verificado)                                                      |
| 1/4 de milla (402 m)                | 12.37 segundos @ 186,2 km/h (115,7 mph) (verificado)                            |

### 997

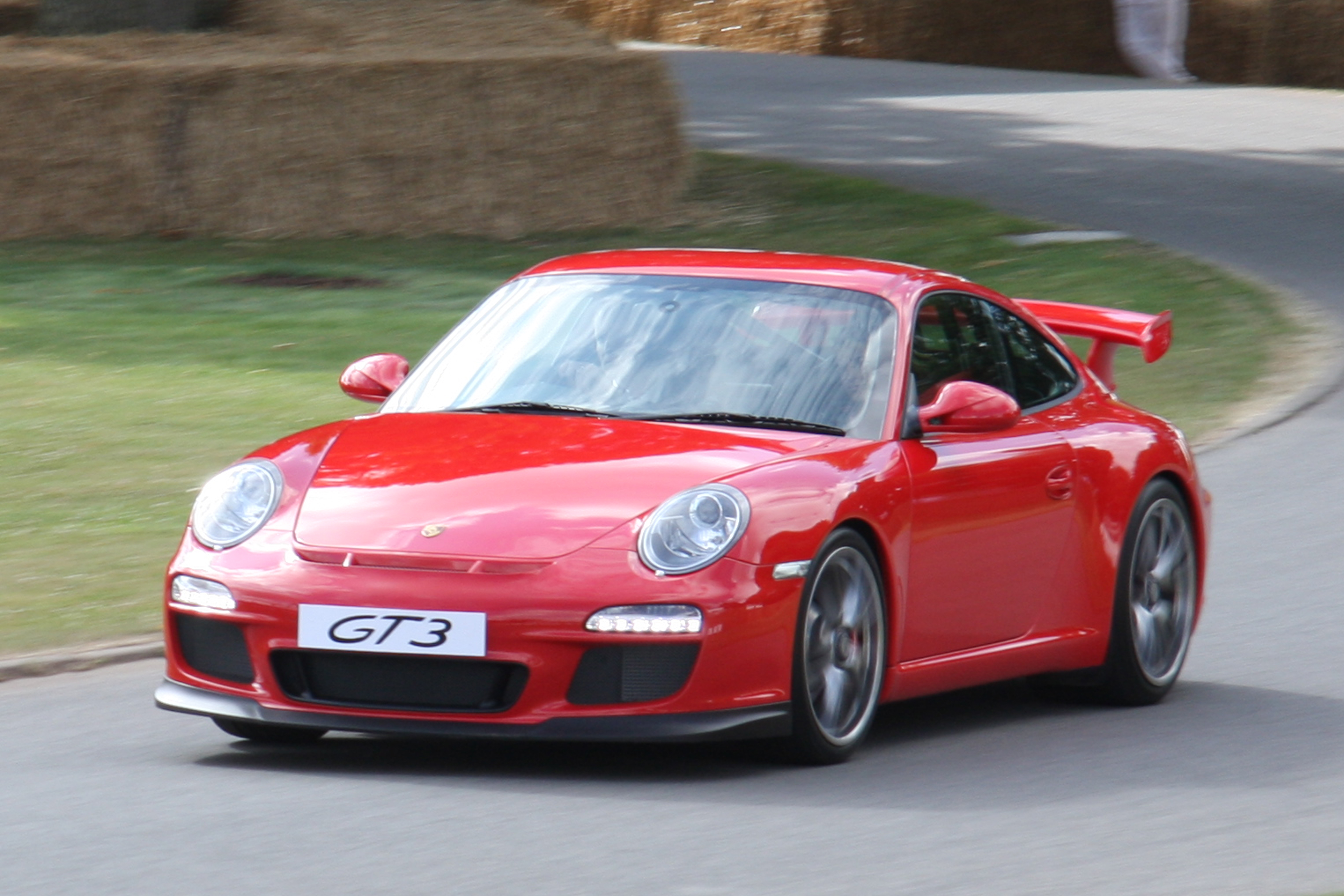
Modelo 2010 circulando en el Festival de la Velocidad de Goodwood el 5 de julio de 2009.

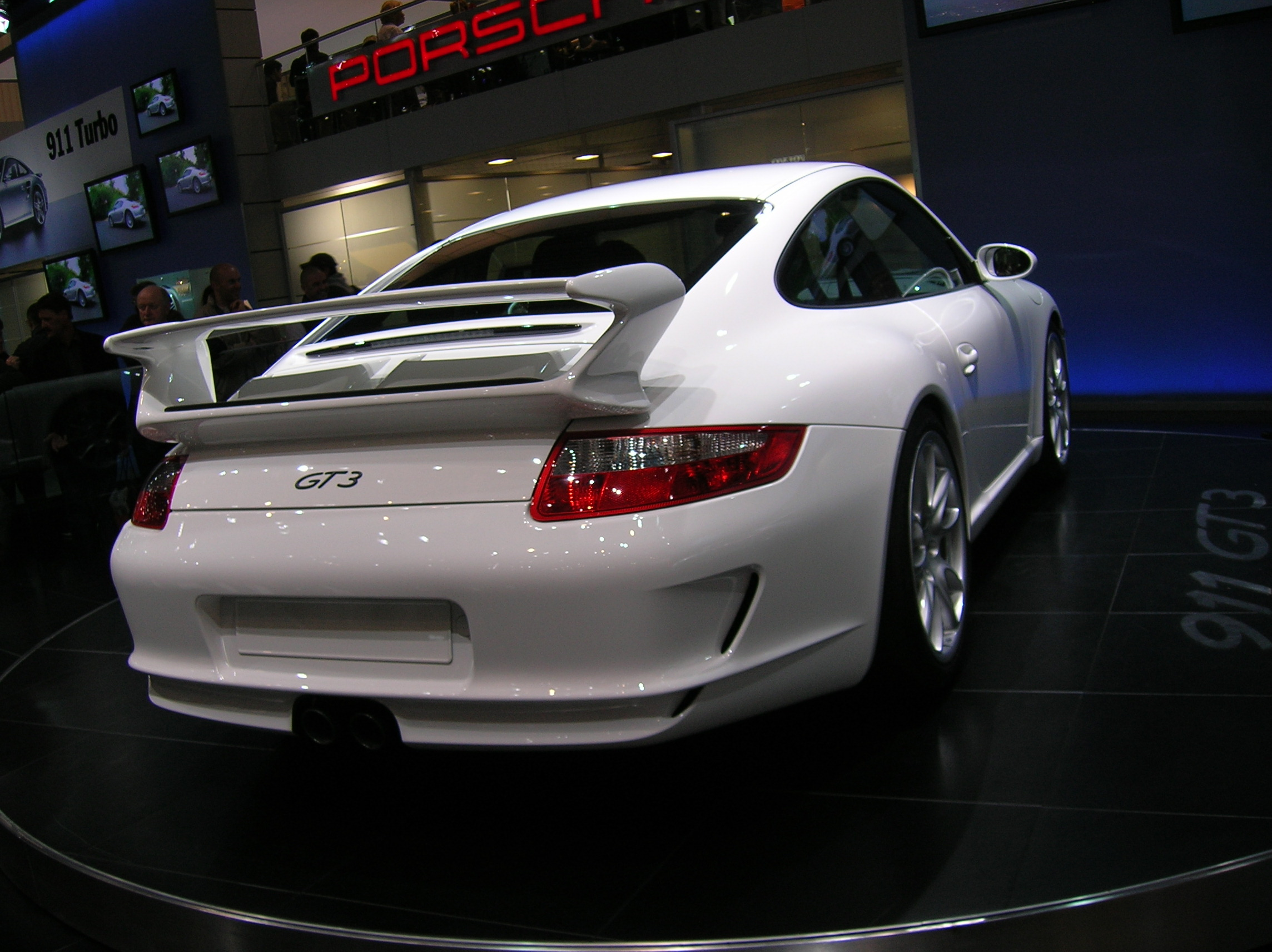
Vista trasera en el Salón del Automóvil de Ginebra de 2006.

El bóxer con cárter seco ha sido renovado extensivamente, con un diámetro aumentado hasta los 3797 cm³ (3,8 L; 231,7 plg³), con bielas de titanio, árboles de levas huecos y pistones, válvulas y taqués más ligeros. El volante de inercia más bajo, habilita al bóxer a alcanzar un nuevo límite de régimen de 8500 rpm. Además de un nuevo sistema VarioCam que permite una nueva admisión y escape variables, está controlado a través de un múltiple de escape de tres etapas con dos válvulas de resonancia y válvula de mariposa, que entrega una potencia máxima incrementada a 435 CV (429 HP; 320 kW) a las 7600 rpm y un par máximo de 430 N·m (317 lb·pie) a las 6250 rpm, en comparación con los 415 CV (409 HP; 305 kW) del modelo anterior, con lo que el 911 GT3 2009 se convertía en ese momento en el Porsche naturalmente aspirado más dinámico y deportivo en la historia de la marca.
Al igual que en el GT2, se puede deshabilitar el control de estabilidad independientemente del control de tracción, permitiendo el derrape con la ayuda de la mitigación de par del motor controlado por computadora. Alrededor de 3800 rpm, el agarre parece óptimo al suelo.
Está equipado con grandes frenos con material compuesto de carbono de 15 pulgadas (38,1 cm) en el eje delantero y 13,8 pulgadas (35,1 cm) en el trasero, con neumáticos Michelin Pilot Sport Cup de ultra agarre de 19 pulgadas (48,3 cm) en rines con tuerca de seguridad central.
La evolución de esta generación 997 GT3 trae novedades tanto a nivel mecánico como a nivel estético, haciéndolo más atractivo y aumentando su dinamismo tanto en conducción normal como en conducción deportiva en circuito. Aparte de los cambios estéticos propios del rediseño, su carrocería se ha optimizado aerodinámicamente para generar mayores fuerzas descendentes y así asegurar una mejor estabilidad y tracción, como la fuerza de la presión que ejerce el aire pegando el coche al suelo es más del doble que en el modelo al que reemplaza.
El sistema VarioCam además de controlar las válvulas de admisión, también controla por primera vez las válvulas de escape, mejorando sustancialmente el intercambio de gases, con lo que logra una aceleración de 0 a 100 km/h (0 a 62 mph) en 4.1 segundos, de 0 a 160 km/h (0 a 99 mph) en 8.2 segundos y una velocidad máxima de 312 km/h (194 mph).

#### 997.1 GT3 RS

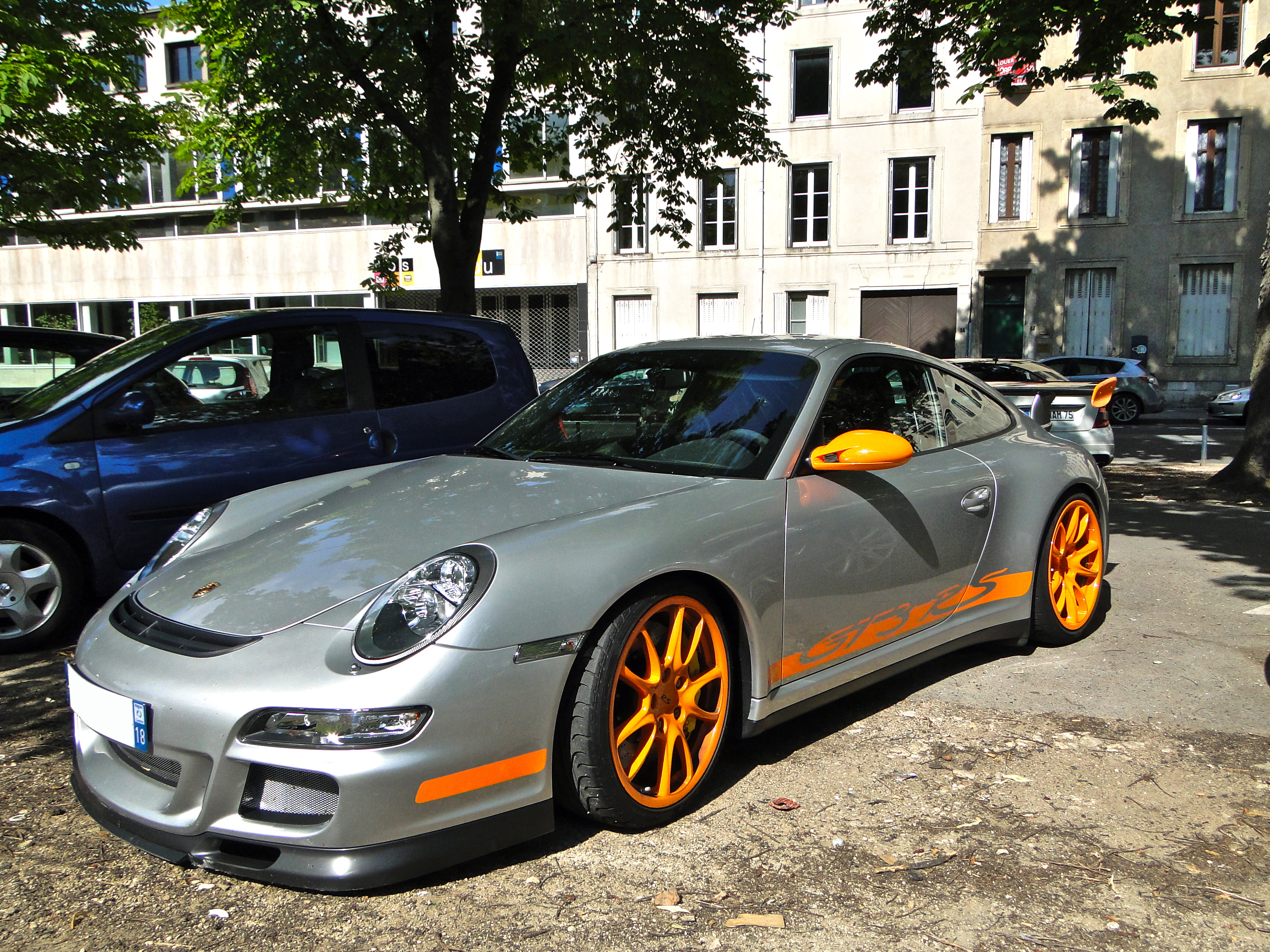
Modelo 2006 en Nancy (Francia).

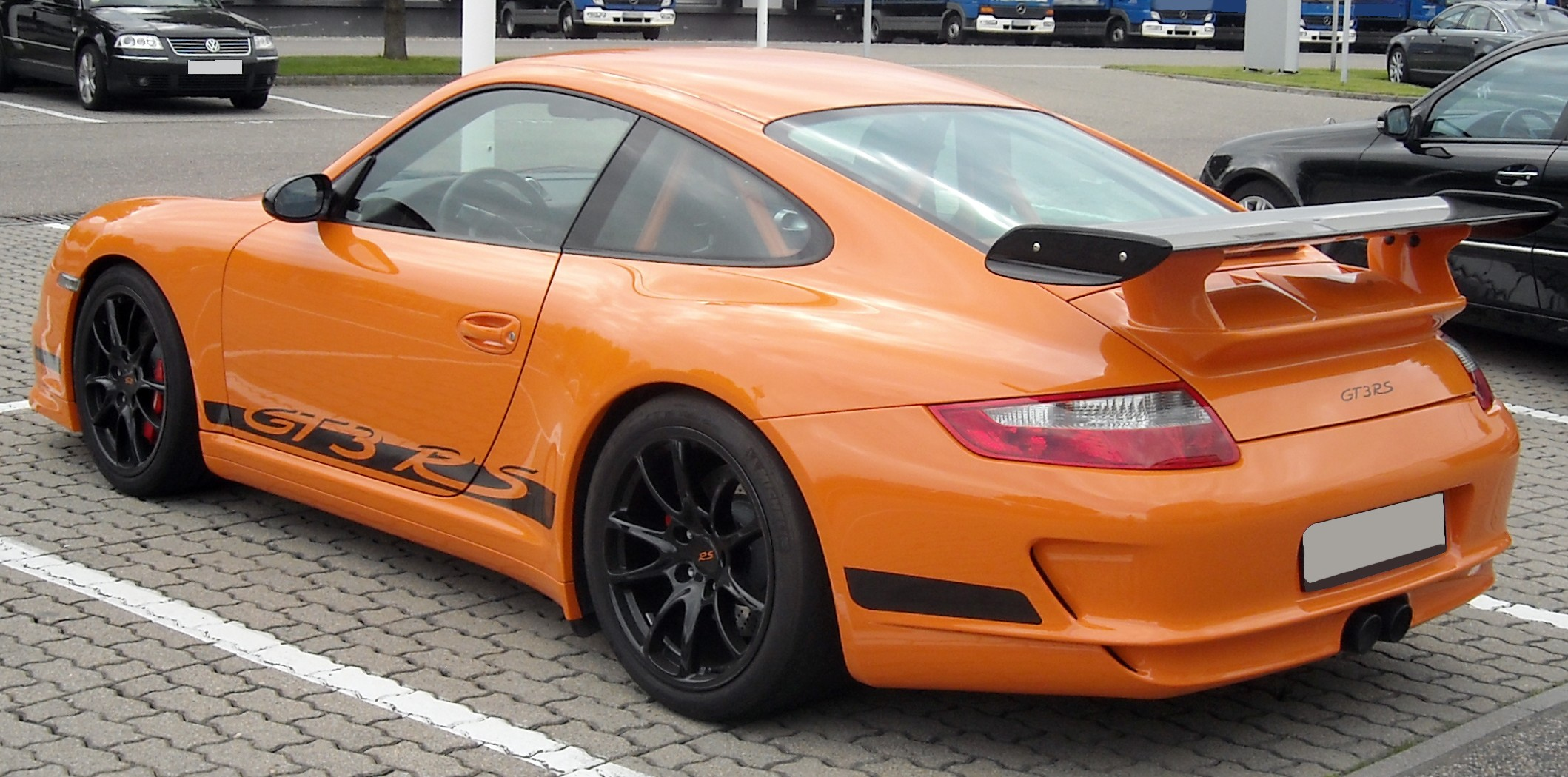
Vista trasera 3/4.

El 911 GT3 RS es el modelo más radicalmente deportivo y puro de la gama de la firma alemana, con una aerodinámica y chasis pensados para su utilización en circuito, pero homologado para su uso legal en carretera. Su excelente tiempo de 7:42 en el antiguo circuito de Nürburgring, demuestran cuál es su auténtico hábitat.
Su bóxer sigue siendo el clásico seis cilindros opuestos, pero potenciado hasta 415 CV (409 HP; 305 kW) a las 7600 rpm, con la línea roja hasta las 8400 rpm y una potencia específica de 115,3 CV/litro, misma que es realmente alta tomando en cuenta que se trata de un motor naturalmente aspirado.
En cuanto a su carrocería, toma la base del Carrera 4, lo que le proporciona 44 mm (1,7 pulgadas) más de ancho en las vías traseras, dándole un aspecto más musculoso que no solamente mejora la estabilidad direccional, sino que también incrementa una potencial aceleración transversal y, sobre esta base, se aplica un adelgazamiento montando paneles de plástico y fibra de carbono, además de un espectacular alerón trasero ajustable también en fibra de carbono, con lo que su peso baja de 1495 kg (3296 libras) en un Carrera S hasta los 1375 kg (3031 libras), es decir, 120 kg (265 libras) menos y 20 kg (44 libras) más ligero que el GT3 regular. Otras mejoras aplicadas son: una transmisión de relación cerrada de seis marchas, embrague con volante de inercia aligerado que posibilita subidas más rápidas de régimen, asientos más ligeros de fibra de carbono con cinturones de seis anclajes o una jaula antivuelco incorporada de serie. Estas soluciones incluirían el portador de rueda completo y una suspensión de doble horquilla en el eje trasero.
En el interior se vive un ambiente de aspiraciones deportivas, con un par de asientos tipo baquet hechos de material de compuesto de fibra de carbono como equipamiento de serie y el paquete Clubsport. Hay una jaula antivuelco atornillada y un cableado previo del interruptor principal de la batería. Un arnés de seis puntos para el piloto y un extintor también están incluidos. Los acabados son en negro, con líneas del techo, volante y palanca de cambios con cuero de alcantara recortada de alta calidad.
Sus rivales naturales son: el Ferrari 430 Scuderia y el Lamborghini Gallardo Superleggera, que eran versiones aligeradas y más radicales del Ferrari F430 y del Lamborghini Gallardo, respectivamente, aunque por potencia y velocidad sería más bien el GT2. A pesar de la desventaja en potencia del GT3 RS de unos 100 CV (74 kW), es capaz de hacer un papel más que digno frente a estos coches.
Además del naranja con contraste en negro, se producía en otras tres combinaciones de color más: Verde con contraste en negro, plata con contraste en naranja y negro con contraste en naranja. Su precio en España era de 150 000 €, impuestos excluidos.
| Relación de compresión                   | 12.0:1                                                                                         |
| Alimentación                             | Inyección multipunto de combustible electrónica, naturalmente aspirado por resonancia          |
| Potencia máxima                          | 415 CV (409 HP; 305 kW) @ 7600 rpm                                                             |
| Par máximo                               | 405 N·m (299 lb·pie) @ 5500 rpm                                                                |
| Límite de régimen (línea roja)           | 8400 rpm                                                                                       |
| Potencia específica                      | 115,3 CV/litro                                                                                 |
| Capacidad del tanque de combustible      | 90 litros (23,8 galAm)                                                                         |
| Consumo de combustible                   | 19,8 L/100 km (5,1 km/L; 11,9 mpgAm) (urbano) 8,9 L/100 km (11,2 km/L; 26,4 mpgAm) (carretera) |
| Velocidad máxima                         | 310 km/h (193 mph)                                                                             |
| Aceleración                              |                                                                                                |
| 0 a 100 km/h (62 mph)                    | 4.2 segundos                                                                                   |
| 0 a 160 km/h (99 mph)                    | 8.5 segundos}.                                                                                 |
| 0 a 200 km/h (124 mph)                   | 13.3 segundos                                                                                  |
| Recuperación 80 a 120 km/h (50 a 75 mph) | 6.1 segundos                                                                                   |

#### 997.2 GT3 RS
Se trata de una preparación y un rediseño extremo sobre la base del 911 GT3 997, pensada para ser disfrutada en circuitos. Su bóxer de 3797 cm³ (3,8 litros; 231,7 pulgadas cúbicas) y 450 CV (331 kW) de potencia (15 CV (11,0 kW) más que el GT3 y 35 CV (25,7 kW) más que el GT3 RS 3.6 anterior), está acoplado a una transmisión manual de seis velocidades. Sus prestaciones son una aceleración de 0 a 100 km/h (0 a 62 mph) en 4 segundos y alcanza una velocidad máxima de 310 km/h (193 mph).
Su configuración es solamente para dos pasajeros, ya que para aligerar peso se eliminó el asiento trasero, que en el 911 es solamente para dos niños. También se quitaron los picaportes internos, que fueron reemplazados por tiradores de cinta. Con esto, el peso total con respecto al GT3 se redujo en apenas 25 kg (55 libras), debido a que se compensó la eliminación de elementos de confort con la instalación de una jaula de protección dentro del habitáculo, homologada por la FIA. Otras diferencias con respecto al GT3 convencional son las trochas más anchas de 30 mm en promedio y los neumáticos más grandes de medidas 245/35 ZR19 pulgadas (48,3 cm) en el eje delantero y 325/30 ZR19 pulgadas (48,3 cm) en el trasero.
Se ha reducido su peso, le han puesto un bóxer más potente, unas relaciones de cambio más cortas y han mejorado varios elementos de suspensión. Cuenta con los elementos necesarios para competir en los circuitos y está homologado para su uso en carretera. Unos recorridos cortos de palanca permiten al piloto realizar un manejo todavía más deportivo y dinámico que con el 911 GT3 regular. Está equipado por primera vez con una suspensión PASM exclusiva en este modelo, que cuenta además con vías más anchas, tanto en el eje trasero como en el delantero. Por otro lado, la carrocería también es más ancha en ambos ejes.
El apoyo que consigue es mayor que el de su antecesor, lo que le beneficia en cuanto a su comportamiento competitivo. Un nuevo alerón trasero de grandes dimensiones de fibra de carbono, con unos soportes especialmente diseñados en aluminio y los característicos dobles escapes fabricados en titanio súper ligero, que le dotan de un aspecto y una aerodinámica de competición.
Además, en 2010 se podía reducir el peso con la inclusión de una batería de ion de litio que reemplazará a la tradicional, lo que se traduce en 10 kg (22 libras). menos de peso.
| Diámetro x carrera                  | 102,7 x 76,4 mm (4,04 x 3,01 pulgadas) |
| Alimentación                        | Inyección indirecta |
| Relación de compresión              | 12.0:1 |
| Potencia máxima                     | 450 CV (444 HP; 331 kW) @ 7900 rpm |
| Par máximo                          | 430 N·m (317 lb·pie) @ 6750 rpm |
| Línea roja                          | 8500 rpm |
| Potencia específica                 | 118,5 CV/litro |
| Sistema de lubricación              | Cárter seco |
| Capacidad del tanque de combustible | 67 litros (17,7 galAm) |
| Consumo de combustible              | 19,4 L/100 km (5,2 km/L; 12,1 mpgAm) (urbano) 9,6 L/100 km (10,4 km/L; 24,5 mpgAm) (extraurbano) 13,2 L/100 km (7,6 km/L; 17,8 mpgAm) (combinado) |
| Emisiones de CO2                    | 309 g (10,9 onzas)/km |
| Velocidad máxima                    | 310 km/h (193 mph) |
| Aceleración 0-100 km/h (0-62 mph)   | 4 segundos |

#### 997 GT3 RS 4.0
El 4.0 en el nombre se refiere a la cilindrada de su motor de 3996 cm³ (4 L; 243,9 plg³), ya que otros GT3 al usar uno de 3797 cm³ (3,8 L; 231,7 plg³), el 4.0 lo toma prestado de los GT3 R y RSR solamente aptos para las pistas. El aumento de cilindrada se consigue a base de alargar la carrera, ya que no se puede incrementar más el diámetro de los cilindros. Las bielas de titanio y el volante de inercia monomasa ahorran unos pocos kilogramos, pero el resto de modificaciones con respecto al 3797 cm³ (3,8 L; 231,7 plg³) del GT3 van encaminados a mejorar la respiración. El 4.0 monta un filtro de aire de alto caudal, colectores de admisión más cortos y un escape menos restrictivo, cuyo silenciador final reduce la presión de salida y eleva el ruido en igual medida. El resultado es un incremento en la potencia de 450 a 500 CV (444 a 493 HP) (331 a 368 kW), mientras que el par máximo pasa de 430 a 460 N·m (317 a 339 lb·pie).
No se ofrece la transmisión de doble embrague PDK en ningún GT3 ni tampoco en el 4.0. Aunque la marca afirma que en un contexto más civilizado el PDK es superior a una manual, excluirlo en la familia GT3 parece como que no hay nada como el control que ofrece una transmisión manual, incluso con siete velocidades como la que habían confirmado que ofrecería en la siguiente generación del 911. Además, la manual es más ligera que el PDK, permitiendo iniciar los derrapes con mayor suavidad y control, jugando con el embrague. El 4.0 supone una mejora notable, ya que su curva de potencia es increíblemente lineal llegando hasta las 8250 rpm y algo similar sucede con el par que llega a 5750 rpm.

“Un motor de carreras como este tiene que explotar al máximo régimen…”
 dice Andreas Preuninger, jefe de proyectos para vehículos especiales de Porsche.

La explosión llega, pero a pesar de la línea roja a 8500 rpm, acelera suavemente y sin vacíos desde el ralentí. Hay tanto empuje a lo largo de la escala del tacómetro que se ve con frecuencia en una marcha más larga de lo que llevaría con el de 3797 cm³ (3,8 L; 231,7 plg³).
Acelera de 0 a 100 km/h (0 a 62 mph) en 3.8 segundos, de 0 a 200 km/h (0 a 124 mph) en menos de 12 segundos y una velocidad máxima de 309 km/h (192 mph). El GT3 3.8 haría el cero a cien en cuatro segundos y en una prueba lo logró en 3.6 segundos. La aceleración según otros criterios podría quedar en alrededor de 3.4 segundos.
Es más ligero que el GT3RS. El cofre, las aletas delanteras y los asientos son de fibra de carbono y, a pesar de que el aire acondicionado y el equipo de sonido están incluidos en el precio de serie, los compradores pueden optar por prescindir de uno de estos equipamientos, o incluso de ambos para ahorrar peso. Los asientos aligerados son de una pieza que pesan 8 kg (18 libras), las ventanillas laterales y luneta trasera de policarbonato y también cuenta con una jaula de seguridad. Una batería de ion de litio opcional ahorra casi 11 kg (24,3 libras), pero como este tipo de baterías sufren una reducción notable de su potencia a temperaturas bajo cero, los compradores que encargaban las baterías ligeras recibirían también otra unidad convencional.
Estaban programadas 600 unidades ya casi vendidas de inmediato. Se puede distinguir de otros GT3 por sus aditamentos aerodinámicos y la decoración específica más llamativa, que estaba disponible solamente en dos colores, siendo el Blanco Carrera el preferido por muchos.
| Diámetro x carrera                  | 102,7 x 80,4 mm (4,04 x 3,17 pulgadas) |
| Alimentación                        | Inyección directa |
| Relación de compresión              | 12.6:1 |
| Potencia máxima                     | 500 CV (493 HP; 368 kW) @ 8250 rpm |
| Par máximo                          | 460 N·m (339 lb·pie) @ 5750 rpm |
| Límite de régimen (línea roja)      | 8500 rpm |
| Potencia específica                 | 125,1 CV/litro |
| Sistema de lubricación              | Cárter seco |
| Capacidad del tanque de combustible | 67 litros (17,7 galAm) |
| Consumo de combustible              | 20,4 L/100 km (4,9 km/L; 11,5 mpgAm) (urbano) 9,9 L/100 km (10,1 km/L; 23,8 mpgAm) (extraurbano) 13,8 L/100 km (7,2 km/L; 17,0 mpgAm) (combinado) |
| Emisiones de CO2                    | 326 g (11,5 onzas)/km |
| Velocidad máxima                    | 310 km/h (193 mph) |
| Aceleración 0-100 km/h (0-62 mph)   | 3.8 segundos |

### 991
El peso ha aumentado, pasando de 1350 a 1413 kg (2976 a 3115 libras). En casi 20 años ganar 63 kg (139 libras) es bastante bueno. Su bóxer de 4.0 litros produce 500 CV (493 HP; 368 kW) a las 9000 rpm, asociado a una transmisión manual, referenciando el pasado y a generaciones antiguas del 911, caracterizadas por sus motores atmosféricos de seis cilindros opuestos y a lo largo de los años, esa ha sido la mayor ganancia: los 140 CV (138 HP; 103 kW) adicionales se controlan a través de neumáticos traseros 20 mm (0,79 pulgadas) más anchos.
Con el nuevo Porsche 911 GT3, la firma de Zuffenhausen ponía fin a la controversia del anterior GT3 y su transmisión PDK como la única disponible, la cual es más eficaz y eficiente, pero los puristas pedían una manual. El 911 GT3 2018 estaría disponible de serie con transmisión PDK, siendo la manual una opción gratis. Su bóxer es derivado de los 911 GT3 R y RSR de competición que, de hecho, se fabrica en la misma línea de montaje que los motores de competición. Entrega un par máximo de 460 N·m (339 lb·pie) a las 6000 rpm.
En términos de prestaciones, el 911 GT3 2018 con transmisión PDK de siete velocidades es apenas más rápido que el GT3 saliente en el 0 a 100 km/h (0 a 62 mph) con 3.4 segundos frente a los 3.5 segundos del modelo anterior. Es también 0.1 segundos más lento que el GT3 RS. La velocidad máxima es ligeramente superior de 318 km/h (198 mph) para el nuevo y 315 km/h (196 mph) para el saliente. Con la transmisión manual de seis velocidades, es la misma que en el 911 R, el GT3 es más lento en el 0 a 100 km/h (0 a 62 mph) con 3.8 segundos, pero consigue una velocidad máxima de 320 km/h (199 mph).
La transmisión manual es 10 kg (22,0 libras) más ligera que la PDK y va asociado a un diferencial autoblocante mecánico y soportes dinámicos de motor, aunque no lleva el volante de inercia ligero como en el 911 R. Por otra parte, cuenta con el eje trasero direccional que, dependiendo de la velocidad, puede girar en la misma dirección o en la opuesta a las ruedas delanteras, consiguiendo así una mejora en la agilidad y estabilidad del 911.

#### GT3 Touring
Para el nuevo Porsche 911 GT3 disponible con transmisión manual al mismo precio que con la PDK, podrían proponer una opción llamada “X90 Touring Pack”, con el que lo convertiría en un 911 R.
El 911 R es básicamente una versión con transmisión manual del 911 GT3 RS, sin alerón y con un interior más adaptado a un uso en carretera que el del GT3 RS. Se aseguraba que pronto estaría disponible el paquete de carrocería del 911 R y el mismo interior. El bóxer del 911 R y el del 991.2 GT3 son ligeramente diferentes, aunque ambos sean de 3996 cm³ (4 L; 243,9 plg³) y 500 CV (493 HP; 368 kW), pero sobre todo la exclusividad no sería la misma. De la segunda iteración del 911 R, solamente se han fabricado 991 unidades y es que cuentan los modelos originales, por muy similares o incluso mejores que sean los modelos que vienen detrás.
Durante el Salón del Automóvil de Fráncfort celebrado en el mes de septiembre de 2017, el fabricante alemán develaba una versión muy especial de uno de sus íconos: el Porsche 911 GT3 denominado "Touring Pack", una variante del GT3 que es básicamente un 911 R actualizado. Este "Paquete Touring" nace como una alternativa al anterior 911 R basado en el 991.2, es decir, un cupé de carácter marcadamente deportivo con una transmisión manual de seis velocidades.
Una de las razones del lanzamiento de este Paquete Touring es la demanda por parte del público de deportivos atmosféricos con cambio manual, aunque el responsable del 911, August Achleitner, ha dicho que había una razón un poco menos evidente. Si el valor del 911 R se ha disparado precisamente por ofrecer la combinación de un potente motor atmosférico y una caja de cambios manual, el "Paquete Touring" a un precio igual al de un GT3 es una manera de frenar la creciente especulación con los modelos especiales de Porsche y concretamente del R, ya que lo que ofrece es básicamente lo mismo, pero sin costar una fortuna.

"Si el GT3 Touring Package ayuda a mantener los precios un poco más bajos para los clientes medios de nuestros coches, es lo mejor. Por supuesto, hay algunos propietarios algo enfadados, pero no pasa nada, podemos vivir con ello…"
afirmaba August Achleitner.

#### 991.1 GT3 RS
Los primeros detalles del 911 GT3 RS 2015, se vieron en el Salón del Automóvil de Ginebra. Es capaz de rodar en el Nürburgring Nordschleife en 7 minutos y 20 segundos.
Está equipado con un bóxer de 3996 cm³ (4 L; 243,9 plg³) naturalmente aspirado, cuya potencia asciende a 500 CV (493 HP; 368 kW), acoplado a una transmisión de doble embrague PDK que envía la potencia al eje trasero; parece que no habría opción a una manual. Acelera de 0 a 100 km/h (0 a 62 mph) en 3,3 segundos, de 0 a 200 km/h (0 a 124 mph) en 10,9 segundos y alcanza una velocidad máxima de 322 km/h (200 mph).
Gracias al uso de materiales ligeros, tales como componentes de plásticos reforzados con fibras de carbono (CFRP) y a una carrocería de aluminio y magnesio, pesa 10 kg (22 libras) menos que el GT3, lo que supone un peso total de 1420 kg (3131 libras) que, sumado a la trabajada aerodinámica, da como resultado un peso ligero que consume una media de 12,7 L/100 km (7,9 km/L; 18,5 mpgAm).
Su carrocería se toma directamente del 911 Turbo, aunque se le añaden elementos aerodinámicos típicos de las variantes RS, incluido el gran alerón trasero. También destacan las tomas de ventilación de los pasos de rueda delantero. Además, cuenta con la dirección trasera activa y el sistema Porsche Torque Vectoring Plus, así como unos neumáticos más anchos.
El habitáculo cuenta con una jaula antivuelco integrada, volante deportivo de tres radios forrado en alcantara y con levas incorporadas, cuadro de instrumentos con tacómetro central en color blanco, tapicería bitono en negro y rojo e inserciones de fibra de carbono.
Entrega un par máximo de 460 N·m (339 lb·pie) a las 6250 rpm con alimentación vía inyección directa y admisión variable, cuyas emisiones de CO2 son de 296 g (10,4 onzas)/km, equipado con frenos de disco carbono-cerámicos de 410 mm (16,1 pulgadas) de diámetro en el eje delantero y 390 mm (15,4 pulgadas) en el trasero.

#### 991.2 GT3 RS
Para 2018, se trata básicamente de una actualización del GT3 RS usando como base la generación del 991.2. El anterior GT3 RS desarrollaba 500 CV (493 HP; 368 kW), pero el nuevo GT3 'normal' iguala esa cifra, por lo que este RS debía ir un paso más allá.
Han afinado un poco más el bóxer naturalmente aspirado para hacer que entregue una potencia máxima de 520 CV (513 HP; 382 kW), los cuales además llegan a las 9000 rpm. Con este incremento, es capaz de acelerar de 0 a 100 km/h (0 a 62 mph) en 3.2 segundos y alcanza una velocidad máxima de 312 km/h (194 mph). Solamente está disponible con transmisión PDK de siete velocidades especialmente ajustada, siendo ligeramente más rápido que su antecesor. 
Lo más llamativo del GT3 RS 2018 es su alerón posterior y en general la aerodinámica que luce su carrocería, derivada directamente del mundo de la competición. El alerón trasero fijo, los bajos carenados y las salidas de aire ayudan a refrigerar el equipo de frenos delantero. Todo esto es igual al anterior GT3 RS.
En el interior se suprime todo lo que no sea necesario, por lo que las puertas tienen un guarnecido básico que apenas puede aislar del sonido exterior. Cuentan con un tirador de tela para abrirlas o cerrarlas, los asientos tipo baquet tienen estructura de fibra de carbono y todo lo demás está optimizado para favorecer la conducción.
Los GT3 y GT3 RS es que son coches muy dirigidos a los circuitos y es por eso que se ofrecen ambos modelos con el paquete Clubsport sin ningún coste adicional, el cual incluye las barras antivuelco, un extintor de incendios, la preparación para montar un cortacorrientes y cinturón tipo arnés de seis puntos. Lo que sí tendría sobreprecio, sería el Paquete Weissach, que reduce todavía más el peso, formado por componentes de carbono adicionales para el chasis, el interior y el exterior, como el cofre delantero heredado del GT2 RS con sus características aberturas, así como con unos rines de magnesio opcionales. Con este paquete se reduce el peso hasta los 1430 kg (3153 libras).
| Diámetro x carrera                  | 102 x 81,5 mm (4,02 x 3,21 pulgadas) |
| Alimentación                        | Inyección directa |
| Relación de compresión              | 13.3:1 |
| Potencia máxima                     | 520 CV (513 HP; 382 kW) @ 8250 rpm |
| Par máximo                          | 470 N·m (347 lb·pie) @ 6000 rpm |
| Línea roja                          | 9000 rpm |
| Potencia específica                 | 130,1 CV/litro |
| Sistema de lubricación              | Cárter seco |
| Capacidad del tanque de combustible | 64 litros (16,9 galAm) |
| Consumo de combustible              | 19,2 L/100 km (5,2 km/L; 12,3 mpgAm) (urbano) 9 L/100 km (11,1 km/L; 26,1 mpgAm) (extraurbano) 12,8 L/100 km (7,8 km/L; 18,4 mpgAm) (combinado) |
| Emisiones de CO2                    | 291 g (10,3 onzas)/km |
| Velocidad máxima                    | 312 km/h (194 mph) |
| Aceleración 0-100 km/h (0-62 mph)   | 3.2 segundos |

### 992
Se ha visto al próximo 911 GT3 rodando en Nürburgring por primera vez. Las primeras unidades de pruebas ya están saliendo para acometer la parte final de su desarrollo y si el GT3 ya era un coche radical, el GT3 RS de generación 992 es descomunal, parece casi un coche de carreras.
Con la generación 992 en pleno proceso de expansión y después de haber conocido a las versiones más convencionales con el Porsche 911 Turbo de 580 CV (572 HP; 427 kW) o el todavía más radical Turbo S de 650 CV (641 HP; 478 kW), irían llegando las unidades más radicales con una clara vocación de circuito. Se ha descubierto pintado con un profundo color negro y las diferencias con el 991 GT3 son más que notables. Destaca el exagerado alerón trasero de doble ala y refuerzos superiores.
Su estructura fija en forma de "L" invertida es similar a la del GT3, mientras que sus dimensiones son descomunales, que se presume sea un elemento de carreras del Porsche 911 GT3 Cup solamente para circuito, en cuyo caso no tendría sentido probarlo en un coche matriculado. Además, tiene un ancho de vías ensanchado con pasos de rueda todavía más marcados, defensas mucho más generosas, tanto en la parte delantera como en la trasera o nuevos elementos aerodinámicos, como el cofre delantero con aberturas, las branquias sobre los pasos de rueda delanteros o las extracciones de aire en la tapa del motor.
Todo este nuevo coche está pendiente de finalizar su desarrollo a lo largo de unos meses, así que es probable encontrar modificaciones en un modelo que no llegaría previsiblemente antes de mediados de 2021.
Se veía al 911 GT3 circulando en Nürburgring por primera vez, cuando las primeras unidades de pruebas todavía estaban saliendo para la parte final de su desarrollo y, si el GT3 ya era un coche radical, el GT3 RS parecía casi un coche de carreras. En las primeras vistas, estaba pintado en un profundo color negro y las diferencias con el 991 GT3 ya eran notables.
Destaca el exagerado alerón trasero de doble ala y refuerzos superiores. Su estructura fija en forma de "L" invertida es similar a la del GT3, mientras que sus dimensiones son descomunales, que se presume sea un elemento de carreras del 911 GT3 Cup solamente para circuito, en cuyo caso no tendría sentido probarlo en un coche matriculado. Además, tiene un ancho de vías ensanchado con pasos de rueda todavía más marcados, parachoques mucho más generosos tanto delante como detrás o nuevos elementos aerodinámicos como el cofre delantero con aberturas, las branquias sobre los pasos de rueda delanteros o las extracciones de aire en la tapa del motor.
Cuando todavía estaba pendiente de finalizar su desarrollo a lo largo de unos meses, era probable encontrar modificaciones y llegaría previsiblemente hasta mediados de 2021.
Llegó con bóxer naturalmente aspirado de 3996 cm³ (4 L; 243,9 plg³) con 510 CV (503 HP; 375 kW) a las 9000 rpm, acoplado a una transmisión manual con la que pesa 1418 kg (3126 libras), o bien, con la PDK para un total de 1435 kg (3164 libras). También tiene un eje trasero direccional y una aerodinámica y esquema de suspensiones muy cercana a la de un coche de carreras. Presenta ventanillas más finas, el techo está realizado en plástico reforzado con fibra de carbono, un nuevo sistema de escape deportivo con doble salida en posición central en acero inoxidable que ahorra 10 kg (22 libras) y un compartimento interior detrás de los asientos más ligero que el de su antecesor. Con todo esto, logra una relación peso a potencia de 2,8 kg/CV. La batería es de 60 Ah que le permite ahorrar 10 kg (22,0 libras) respecto al anterior 911 GT3, pero al elegir la variante de 40 Ah, se reducen otros 3,5 kg (7,7 libras).
La toma de aire frontal es la encargada de dirigir el aire hacia los radiadores y hacia el sistema de frenos, mientras que el alerón trasero es el elemento más llamativo, el cual está basado en el de los 911 RSR, compuesto por dos brazos de aluminio que sujetan el ala desde la parte superior. Gracias a este, se optimizan los flujos de aire hacia la trasera y se incrementa la fuerza de apoyo en un 50%. También tiene cuatro ángulos de inclinación diferentes y se pueden elegir de forma manual. Cuando todos los elementos del paquete aerodinámico están en modo Performance, a 200 km/h (124 mph) la fuerza aerodinámica se incrementa un 150%.
La base del bóxer de 3996 cm³ (4 L; 243,9 plg³) es la del anterior 911 Speedster, que a su vez estaba basado en el del 911 GT3 R de competición, el cual entrega 10 CV (7,4 kW) más que en su predecesor a las 8400 rpm, aunque se puede ampliar hasta las 9000 rpm. El par motor también ha aumentado 10 N·m (7,4 lb·pie) con respecto a su predecesor, subiendo de 460 a 470 N·m (339 a 347 lb·pie), con lo que es capaz de alcanzar el 0 a 100 km/h (0 a 62 mph) en 3.3 segundos y de 0 a 200 km/h (0 a 124 mph) en 10.8 segundos con la transmisión PDK; o con la manual en 3.9 segundos y 11.9 segundos, respectivamente.
Para los más puristas que prefieren una conducción más analógica, se ofrece también una transmisión manual de seis velocidades, una marcha menos que la de los Carrera, cuya ventaja es una reducción de peso de 17 kg (37,5 libras) respecto a la PDK y cuenta con la función "Auto Blip", que da un pequeño golpe de acelerador al bajar de marchas para una óptima sincronización de estas.
La suspensión delantera ya no es la MacPherson, sino una con doble brazo basada en la del Porsche RS Spyder LMP2 en 2005 y el 911 RSR que ganó en su categoría las 24 Horas de Le Mans de 2017. Este cambio le permite mejorar la agilidad al entrar en las curvas, mayor velocidad de paso por curva y mejor la estabilidad en las frenadas, por lo que mejora la confianza al atacar las curvas. El eje posterior presenta una suspensión "multi-link" de cinco brazos que cuentan con rodamientos de competición en los brazos inferiores, además de doble muelle para compresión y extensión, permite que las ruedas nunca pierdan contacto con el asfalto. También cuenta con eje trasero direccional ya incluían los últimos GT3 de la anterior generación, con el que gira las ruedas traseras hasta 2 grados en el sentido opuesto a las delanteras al circular por debajo de los 50 km/h (31 mph), haciendo que la distancia entre ejes se reduzca virtualmente en 6 mm, mientras que a 80 km/h (50 mph), las ruedas traseras son las giran hasta esos mismos 2 grados en el mismo sentido que las delanteras, haciendo que aumente nuevamente 6 mm de manera virtual.
Tiene instalados frenos de disco delanteros de acero aumentados en diámetro de 380 a 408 mm (15,0 a 16,1 pulgadas), aunque son 17% más ligeros por ser más finos. Cuentan con nuevos conductos de aire que permiten mantener la temperatura mejor. Los discos traseros quedan en 380 mm (15,0 pulgadas) de diámetro, con pinzas de cuatro pistones. Opcionalmente, se podrían ordenar los Porsche Ceramic Composite Brake (PCCB) con discos de 410 mm (16,1 pulgadas) en el eje delantero y 390 mm (15,4 pulgadas) en el trasero, pesando un 50% menos que los de acero.
Estableció un nuevo récord en el Nürburgring Nordschleife, ya que durante la fase final de desarrollo, el piloto Lars Kern recorrió los 20,8 km (12,9 millas) en un tiempo de 6:59.927 minutos, es decir, 17 segundos menos que su predecesor; mientras que en el formato de trazado de 20,6 km (12,8 millas), el 992 GT3 dio una vuelta en 6:55.2 minutos.

## En competición
Además de innumerables victorias en su categoría, sus versiones de competición han alcanzado numerosos triunfos en las principales pruebas de resistencia, como las 24 Horas de Spa, las 24 Horas de Daytona y las 24 Horas de Nürburgring, donde han ganado en siete ocasiones desde el año 2000. Este modelo también proporcionaba las bases para el exitoso 911 GT3 Cup y para las versiones de carrera más evolucionadas, como el 911 GT3 R y el GT3 RSR.
Para las 24 Horas de Le Mans, el deportivo alemán entró en la prueba en el año 1966 y hasta 2017, ha participado hasta en 49 ocasiones, más la edición de 2018 los otros 10 participantes inscritos, que corrieron con el 911 GT3 RSR, cuatro de ellos inscritos en el equipo oficial: el número 91 con Gianmaria Bruni, Richard Lietz y Frédéric Makowiecki; el 92 con Michael Christensen, Kévin Estre y Laurens Vanthoor; el 93 para Earl Bamber, Patrick Pilet y Nick Tandy; y el 94 con Timo Bernhard, Romain Dumas y Sven Müller. Además de participar en cerca de medio millar de ocasiones, el ‘nueveonce’ ha conseguido un total de 49 victorias en su categoría y en dos ocasiones se ha hecho con la victoria absoluta.
En los años 1990 volvieron las categorías GT y que además se ampliaron, por lo que la marca se presentó con el 911 RSR en el último año de producción de la generación 964, con el GT3 RSR de la generación 996, que arrasó durante seis ediciones consecutivas. Desde entonces la marca alemana se ha centrado en evolucionar el GT3 en cada una de sus generaciones, renovándolo en 2007, 2013 y en 2017.
En 2020, el actor de Hollywood Michael Fassbender participó en su primera temporada de las European Le Mans Series. Conducía un Porsche 911 RSR con especificaciones 2017 inscrito por el equipo cliente Proton Competition. El nivel básico de dicho programa incluye sesiones de preparación con los Porsche 911 GT3 Cup de 485 CV (478 HP; 357 kW). Compartía el volante del Porsche 911 RSR número 93 con el piloto oficial de la marca Richard Lietz de Austria y con Felipe Fernández Laser de Alemania.